# František Balada
František Balada (24. června 1902, Albrechtice nad Orlicí – 13. července 1961, Budišov) byl český matematik, deskriptivní geometr a pedagog.

## Život
František Balada se narodil v roce 1902 v Albrechticích nad Orlicí, jeho otcem byl učitel, jeho bratrem byl chemik Adolf Balada.
Studoval od roku 1913 na reálce v Hradci Králové a od roku 1917 na reálce v Pardubicích, kde v roce 1920 maturoval. Poté pokračoval ve studiu na všeobecném oddělení pražské techniky (1920–1922) a na Přírodovědecké fakultě Karlovy univerzity. Státní zkoušku vykonal na univerzitě v roce 1926. Jako učitel matematiky a deskriptivní geometrie od roku 1924 působil na středních školách v České Třebové (1924–1925), v Praze (1925–1926), Košicích (1926–28), Rimavské Sobotě (1928–29). V roce 1929 byl jmenován definitivním profesorem na reálném gymnáziu ve Slezské Ostravě, ale přitom byl ministerstvem školství uvolněn a v letech 1929–38 učil na české reálce Komenský ve Vídni. Po obsazení Rakouska musel Vídeň opustit. Během války působil na středních školách v Brně (reálné gymnázium na Starém Brně, reálné gymnázium na Antonínské ulici). Po osvobození přešel na gymnázium sr. Zdeňka Nejedlého. V roce 1947 byl jmenován externím lektorem matematiky a deskriptivní geometrie na nově zřízené Pedagogické fakultě Masarykovy univerzity. Zde působil trvale od školního roku 1949–50 a současně byl pověřen konáním přednášek z historie matematiky na přírodovědecké fakultě. V roce 1950 získal doktorát pedagogiky a po roce 1954 se stal vedoucím katedry matematiky na Vyšší pedagogické škole v Brně. V roce 1959 se habilitoval na přírodovědecké fakultě s prací Kapitoly z dějin elementární matematiky. V roce 1960 byl jmenován docentem na Pedagogickém institutu.

## Vědecká činnost
František Balada začal vědecky pracovat v geometrii vícerozměrných prostorů, ale velmi brzy se jeho zájem soustředil na historii matematiky. Velkou pozornost rovněž věnoval didaktice a metodice matematiky. Mezi jeho pracemi zaujímá nejdůležitější místo kniha Z dějin elementární matematiky, která vyšla v roce 1959 a byla jeho habilitační prací. Balada je autorem asi 40 prací z historie a metodiky matematiky, vydal několik překladů z ruštiny a spolupracoval na přípravě několika učebnic. Dlouhou dobu působil jako redaktor časopisu Matematika ve škole a jako člen výboru brněnské pobočky JČMF.